# Abandon Your Friends
Abandon Your Friends – trzeci album metalcore'owej formacji From Autumn to Ashes wydany przez wytwórnię Vagrant Records 30 sierpnia 2005 roku. Zarejestrowano na nim niespełna 50 minut ostrej muzyki. Do utworu "Where Do You Draw the Line" powstał wideoklip.
Dużo większą rolę niż wcześniej odegrał śpiew perkusisty Francisa Marka. Mimo to From Autumn to Ashes zachowało charakterystyczny dla siebie kontrast pomiędzy melodią a dysonansem. W odróżnieniu od wcześniejszych dwóch albumów, podczas nagrywania materiału nieobecna była Melanie Wills z zespołu One True Thing.
Autorem okładki dla albumu jest Chuck Anderson.

## Lista utworów
| 1.  | "Where Do You Draw the Line"                         | 4:28  |
|     |                                                      |       |
| 2.  | "Inapprope"                                          | 2:47  |
|     |                                                      |       |
| 3.  | "Sugar Wolf"                                         | 5:37  |
|     |                                                      |       |
| 4.  | "Vicious Cockfight"                                  | 3:58  |
|     |                                                      |       |
| 5.  | "Streamline"                                         | 4:40  |
|     |                                                      |       |
| 6.  | "The Funny Thing About Getting Pistol Whipped Is..." | 2:41  |
|     |                                                      |       |
| 7.  | "Placentapede"                                       | 5:15  |
|     |                                                      |       |
| 8.  | "Kansas City 90210"                                  | 4:00  |
|     |                                                      |       |
| 9.  | "Short for Show"                                     | 4:01  |
|     |                                                      |       |
| 10. | "Long to Go"                                         | 4:29  |
|     |                                                      |       |
| 11. | "Jack & Ginger"                                      | 2:49  |
|     |                                                      |       |
| 12. | "Abandon Your Friends"                               | 4:03  |
|     |                                                      |       |
|     |                                                      | 48:48 |
|     |                                                      |       |

## Twórcy
- Fran Mark (perkusja, śpiew)
- Brian Deneeve (gitara, pianino, śpiew wspomagający)
- Ben Perri (śpiew)
- Jon Cox (gitara)
- Josh Newton (bass, śpiew wspomagający)